# JR東日本E261系電力動車組
JR東日本E261系電聯車（日语：／ E261 kei densha */?）是東日本旅客鐵道（JR東日本）的直流特急型車輛。2020年（令和2年）3月14日投入运营。

## 概述
JR東日本于「集團經營構想V 〜不斷前進〜」（现在集團后继的經營願景「變革2027」）的理念下以创造旅游观光流动和活化地区为目的，作为面向伊豆半岛地区而推出新型观光特急列车「Saphir踊子号」（サフィール踊り子）的专用列车。
列车的设计由奥山清行率领的「KEN OKUYAMA DESIGN」负责。车体外观以「伊豆压倒性雄伟的自然」为设计理念，车体颜色中碧蓝色代表「伊豆的海和天空」、白色代表「伊豆沙滩在阳光下闪耀金色的样子」、灰色代表「城崎海岸熔岩地形中的黑色岩石」。
全車为绿色車厢，其中1号車为JR東日本首次设置的「豪華綠色車廂」（プレミアムグリーン，相當於新幹線的特等車廂-級別），與新幹線的特等車廂（グランクラス）不同的是，座椅可自由旋轉，2、3号車为绿色车厢包廂，4号車为餐车（麵食吧）。在JR東日本的在来線特急的绿色車厢座椅布置在255系之后基本采用一排4布置，但在本系列中，绿色车厢为一排3布置，豪華綠色車厢则为一排2布置。
此外，車内提示鈴聲、车载旋律以及警笛铃声均全部使用編曲家福嶋尚哉的編曲，他為JR東日本及多家鐵道公司創作與編曲車內與月台提醒鈴聲，其中警笛铃声於投入營運前試車時使用與 E259系，E353系，E653系，E655系，E657系同款铃声。
2021年5月，鐵道友之會決定頒贈桂冠獎（ローレル賞）給E261系電聯車。

## 型式
1 - 3号車由川崎重工業制造，4 - 8号車由日立製作所制造。
E261形（Tsc）
東京方向头車，8号車。定員24名。搭載補助電源装置。
E260形（Tsc'）
热海方向头車，1号車。定員20名的豪华绿色车厢，座席采用1+1布置。搭載補助電源装置。
E261形
0番台（M1s）
5号車。定員14名。有轮椅对应座位。与E260形0番台组合。搭載集電装置（2个）以及主控制器。
100番台（M1s1）
3号車。2个4人室加2个6人室，共計4室定员20名的绿色车厢包厢。与E260形100番台组合。搭載集電装置、空气圧縮機、主控制器。
200番台（Ms）
7号車。定員30名。搭載集電装置、空气圧縮機、主控制器。
E260形
0番台（M2s）
6号車。定員36名。与E261形0番台组合。搭載主控制器。
100番台（M2s1）
2号車。2个4人室加2个6人室，共計4室定员20名的绿色车厢包厢。与E261形100番台组合。搭載主控制器。
E261形（TD）
4号車。设有麵食吧，地板下搭載水箱。

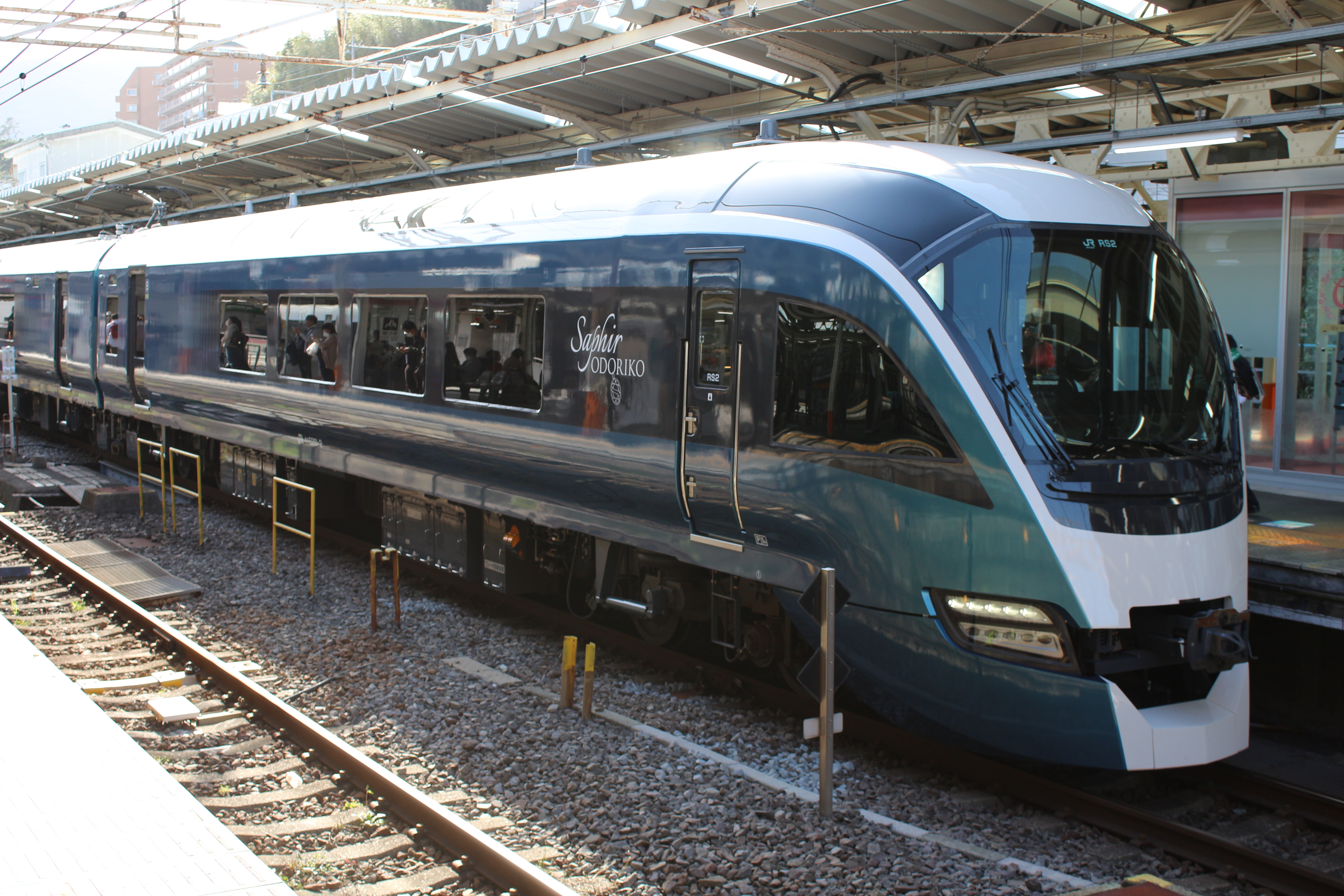
クロE261-0
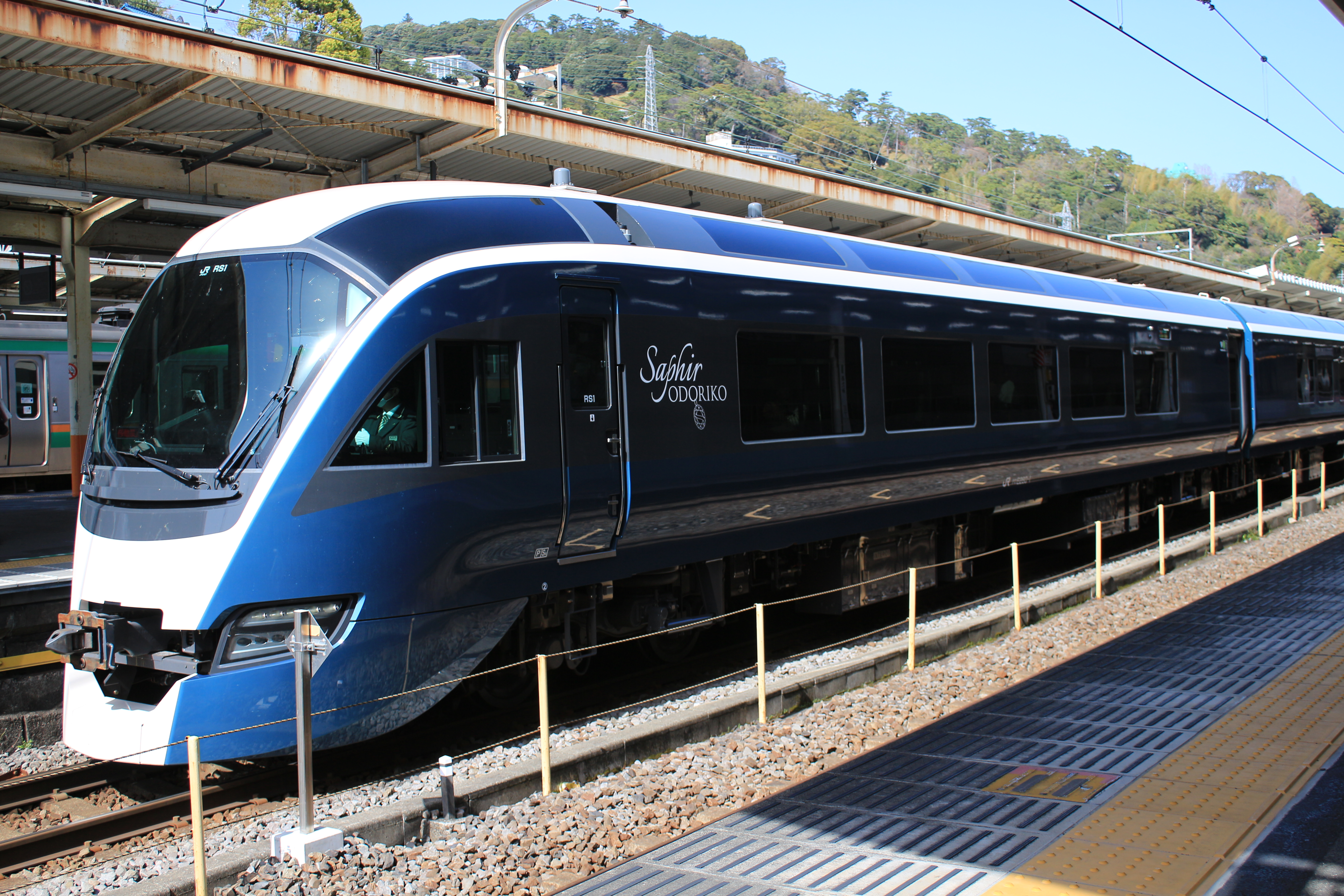
クロE260-0
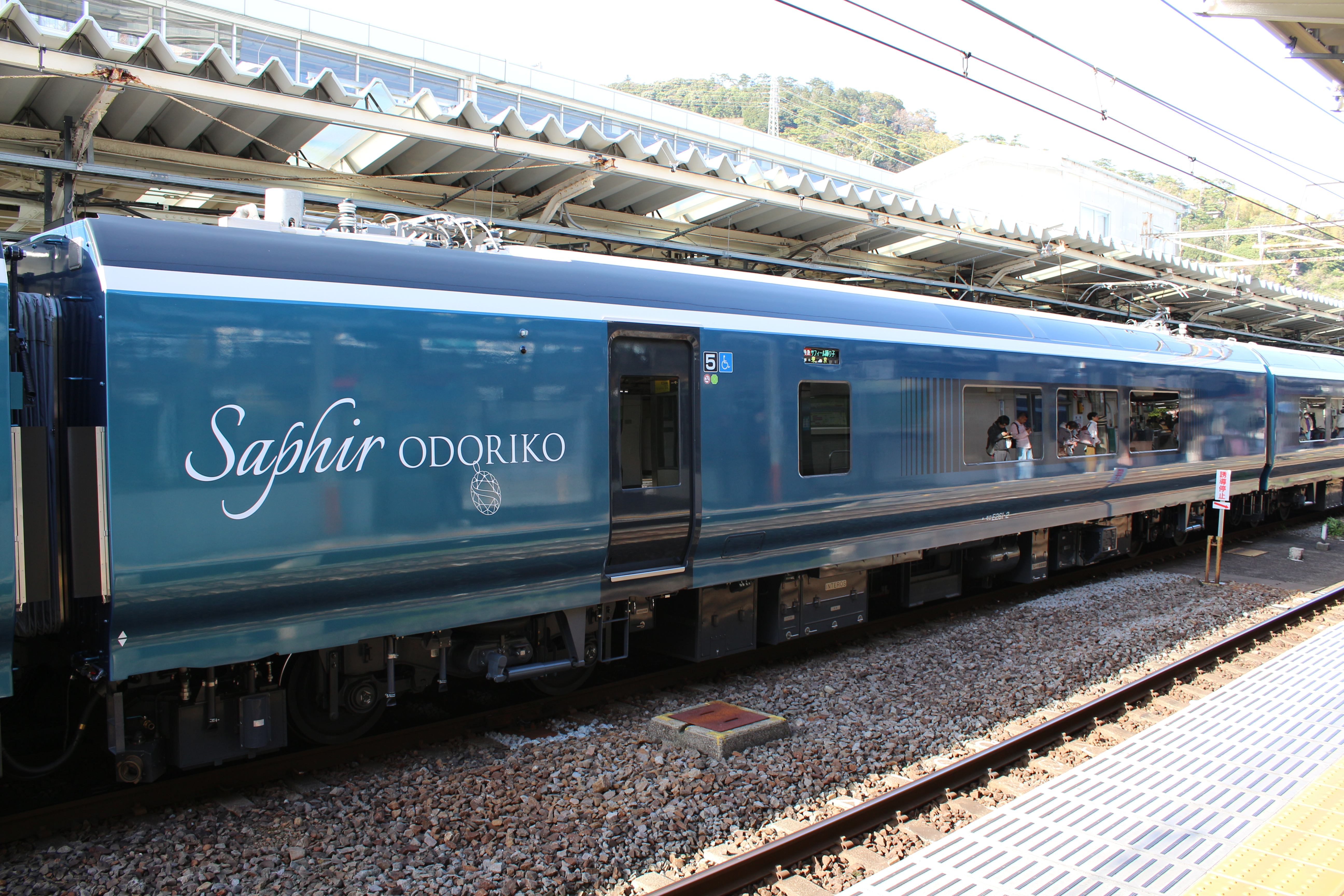
モロE261-0
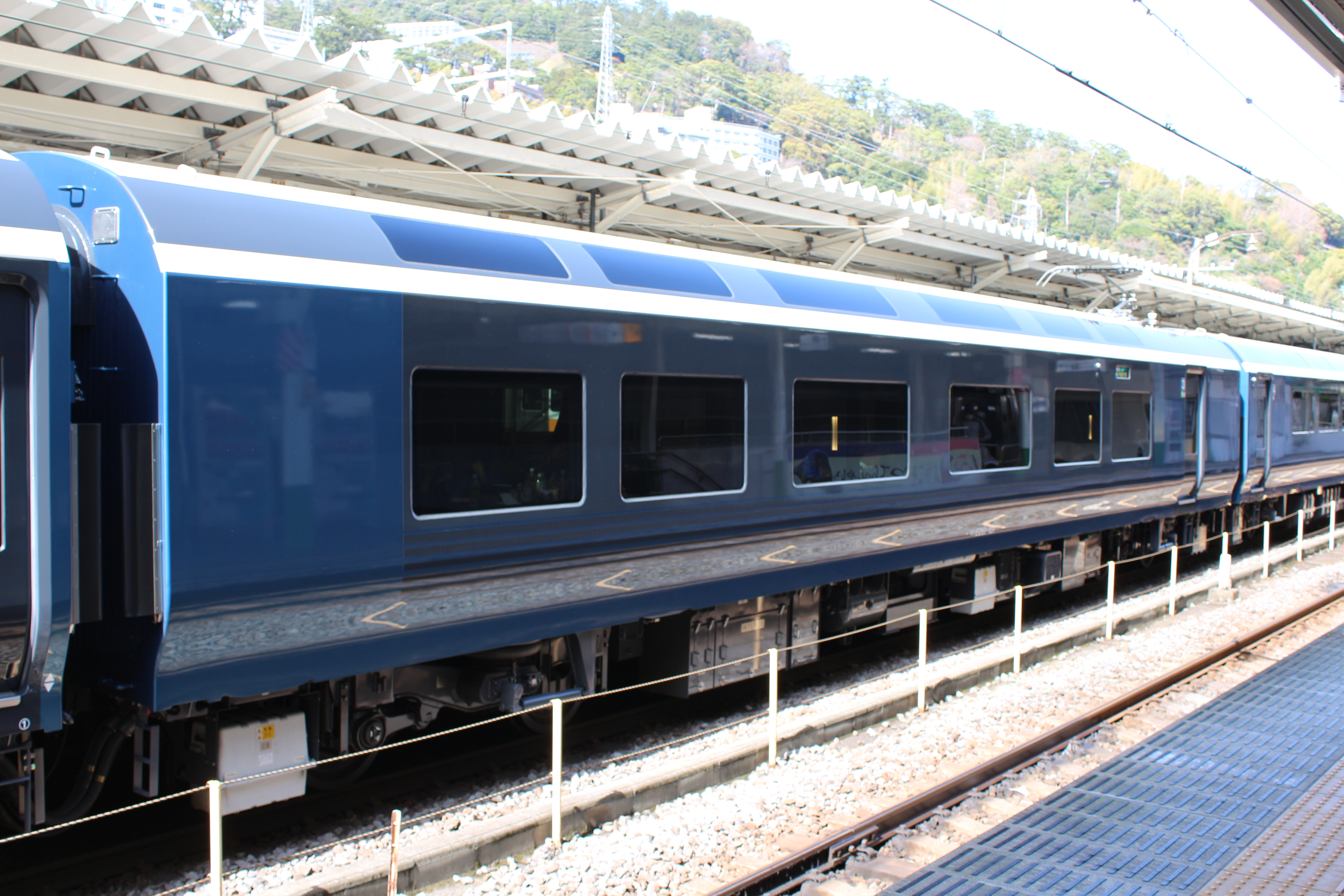
モロE261-100
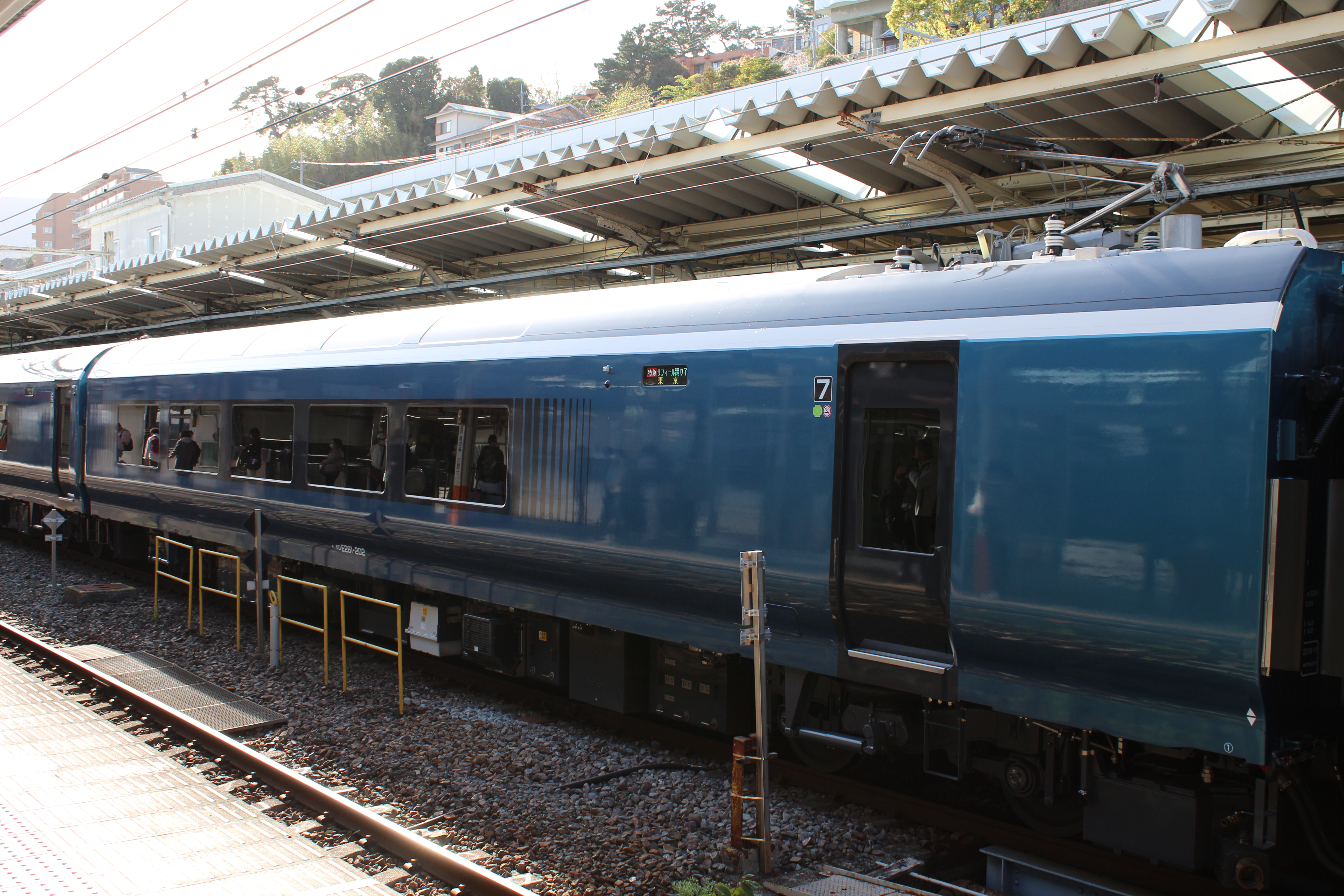
モロE261-200
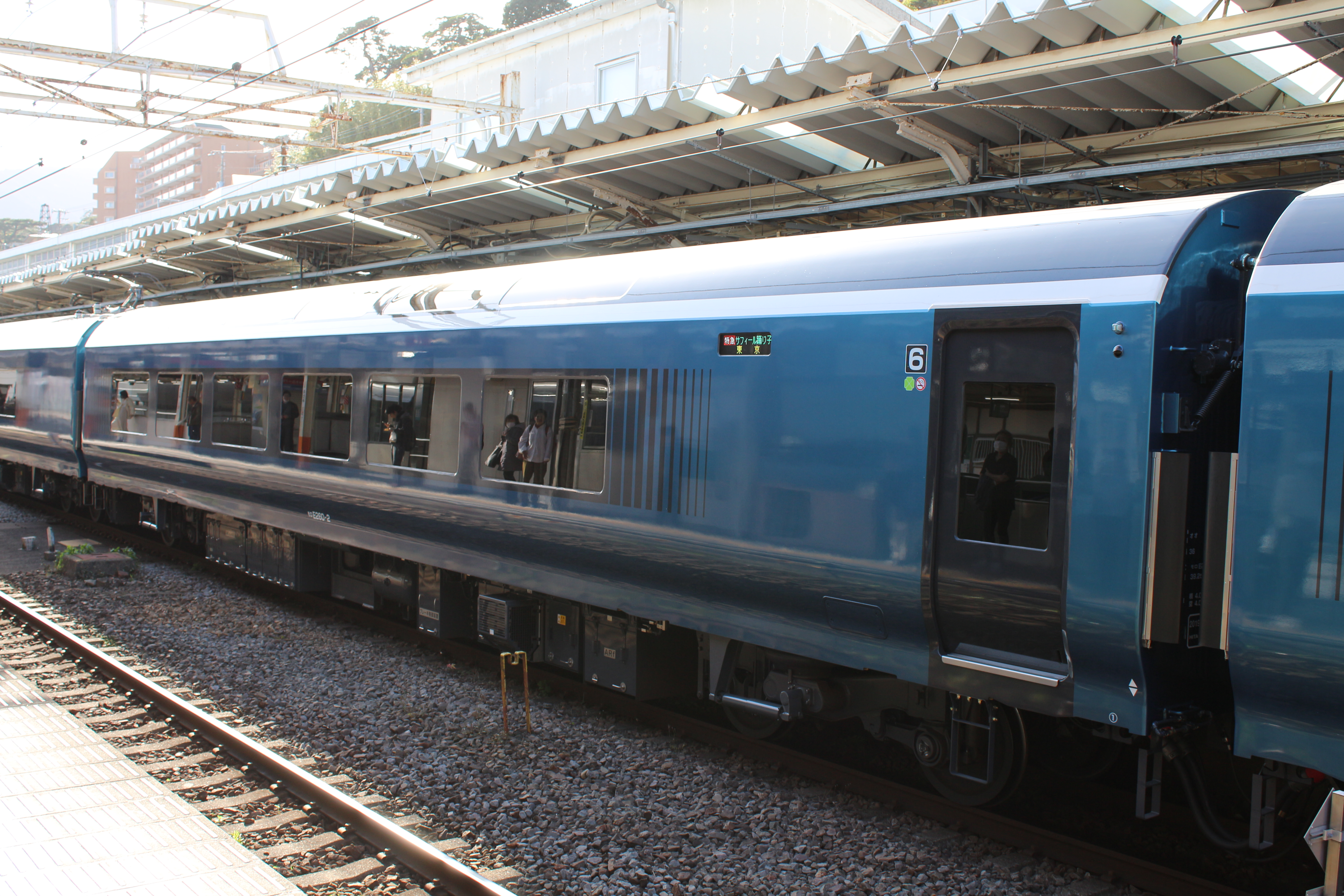
モロE260-0
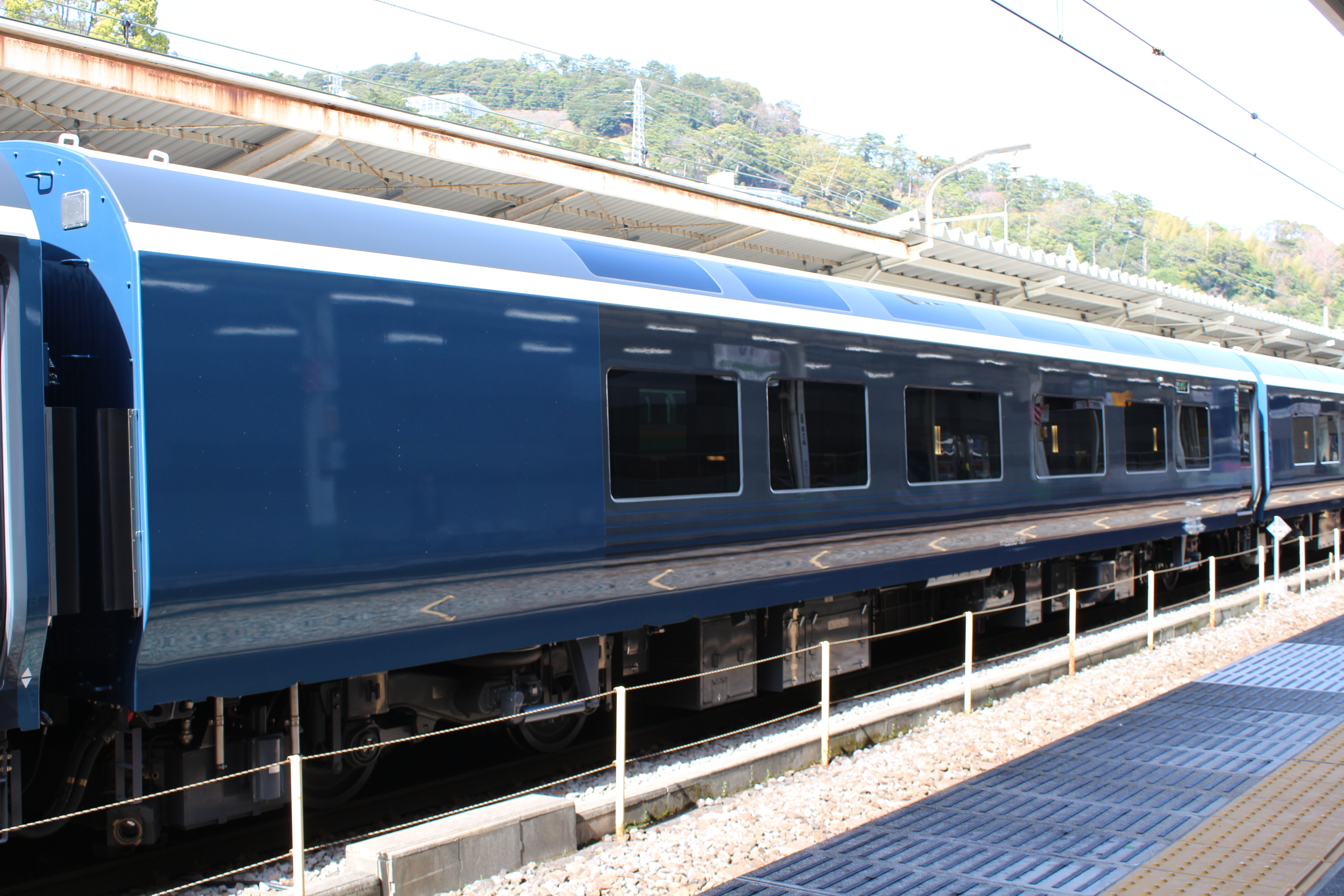
モロE260-100
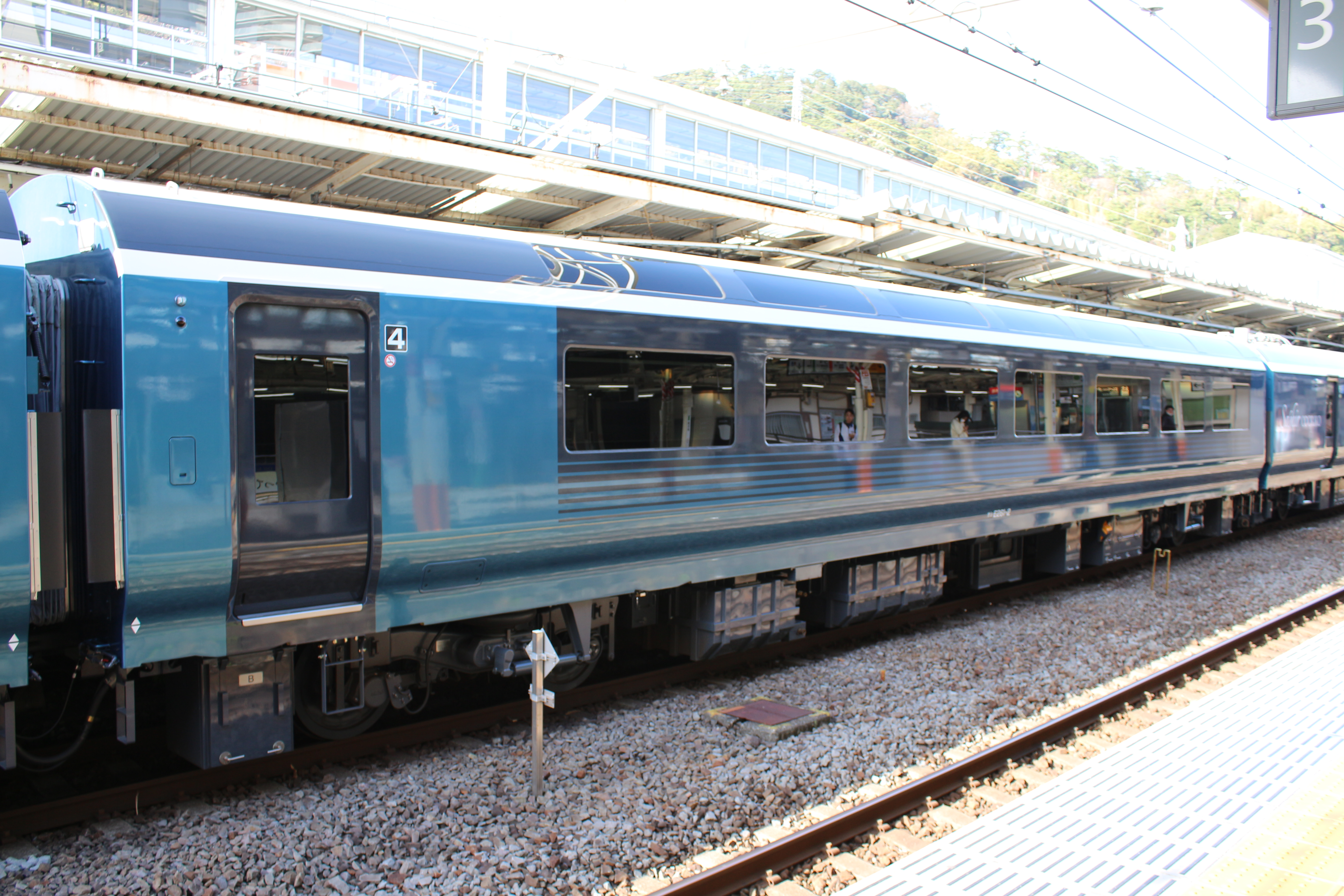
サシE261-0

### 编组表
| 型式     | 型式     | ←東京・新宿方向小田原・热海・伊東・伊豆急下田方向→ | ←東京・新宿方向小田原・热海・伊東・伊豆急下田方向→ | ←東京・新宿方向小田原・热海・伊東・伊豆急下田方向→ | ←東京・新宿方向小田原・热海・伊東・伊豆急下田方向→ | ←東京・新宿方向小田原・热海・伊東・伊豆急下田方向→ | ←東京・新宿方向小田原・热海・伊東・伊豆急下田方向→ | ←東京・新宿方向小田原・热海・伊東・伊豆急下田方向→ | ←東京・新宿方向小田原・热海・伊東・伊豆急下田方向→ |
| 型式     | 型式     | E261-0 8号車 （Tsc）                               | E261-200 7号車 （Ms）                              | E260-0 6号車 （M2s）                               | E261-0 5号車 （M1s）                               | E261-0 4号車 （TD）                                | E261-100 3号車 （M1s1）                            | E260-100 2号車 （M2s1）                            | E260-0 1号車 （Tsc'）                              |
| 定員     | 定員     | 24人                                               | 30人                                               | 36人                                               | 14人                                               | （16人）                                           | 20人                                               | 20人                                               | 20人                                               |
| 空車重量 | 空車重量 | 38.6t                                              | 40.5t                                              | 39.2t                                              | 40.2t                                              | 39.2t                                              | 39.1t                                              | 37.6t                                              | 38.6t                                              |
| 編组番号 | RS1      | 1                                                  | 201                                                | 1                                                  | 1                                                  | 1                                                  | 101                                                | 101                                                | 1                                                  |
| 編组番号 | RS2      | 2                                                  | 202                                                | 2                                                  | 2                                                  | 2                                                  | 102                                                | 102                                                | 2                                                  |

■ 绿色車厢、■ 豪華綠色車廂

## 運用
2编组已于2020年3月14日正式投入运营。目前运用于東京站及新宿站至伊豆急下田站間特急「Saphir踴子號」定期运行一對來回班次以及临时运行一對來回班次。